# Joachim Wołoszynowski
Joachim Wołoszynowski (ur. 20 maja 1870 w Serbach (obwód winnicki, obecnie Гонтівка, k. Mohylowa Podolskiego), zm. 11 stycznia 1945 w Krakowie) – polski ziemianin, działacz społeczny, dziennikarz, polityk, poseł na Sejm i senator w II RP.

## Życiorys
Pochodził z polskiej rodziny ziemiańskiej, posiadającej niewielki majątek Serby (obecnie Гонтівка, k. Mohylowa Podolskiego). Był synem Augustyna i Józefy z Jachimowiczów. Uczył się m.in. w Gimnazjum oo. Jezuitów w Chyrowie, które ukończył w 1890. W wieku 21 lat odziedziczył po zmarłym ojcu Serby. Zainteresował się spółdzielczością, którą zaczął organizować na Podolu. Od 1906 roku redagował pierwsze ukraińskie czasopismo spółdzielcze „Switowa zirnycia” („Світова зірниця”). Z inicjatywy Wołoszynowskiego w 1908 roku został zwołany pierwszy zjazd przedstawicieli wiejskich stowarzyszeń spożywców, stowarzyszeń kredytowych i rolniczych.
W latach 1917–1919 jego działalność społeczna i wydawnicza, prowadzona głównie w Kijowie (w latach 1914–1919 był redaktorem „Dziennika Kijowskiego”), była skierowana na wspieranie ruchu wyzwoleńczego o niepodległość Ukrainy i Polski.
Po wojnie polsko-bolszewickiej, w latach 1920–1922 był redaktorem tygodnika „Przymierze” w Warszawie. W okresie 1924–1927 pracował tamże jako dyrektor Zrzeszenia Samorządów Powiatowych. 
W 1928 roku został posłem na Sejm II kadencji (1928–1930). Zrzekł się mandatu w grudniu 1929 roku.
W latach 1930–1932 pracował jako naczelnik wydziału samorządowego w wołyńskim urzędzie wojewódzkim. Od 1932 roku organizował spółdzielnie rejonowe na Wołyniu, m.in. współzakładał polsko-ukraiński związek spółdzielczy „Hurt”. Był publicystą w Łucku, redaktorem naczelnym tygodnika „Wołyń”.
W 1935 roku został senatorem IV kadencji (1935–1938) powołanym przez Prezydenta RP Ignacego Mościckiego. Pracował w komisji gospodarczo-skarbowej.
W czasie okupacji hitlerowskiej mieszkał w Warszawie. Po powstaniu warszawskim, już jako bardzo schorowany człowiek, wyjechał do Krakowa, gdzie zmarł 11 stycznia 1945 roku. Pochowany na cmentarzu Powązkowskim w Warszawie (kwatera 149-6-25).
Od 27 lipca 1895 roku był mężem Marii Łukaszewicz, z którą miał syna Juliana, prozaika, dramatopisarza, krytyka i aktora teatralnego.

## Ordery i odznaczenia
- Krzyż Kawalerski Orderu Odrodzenia Polski (11 listopada 1934)[4]

## Upamiętnienie
3 lipca 2007 roku we wsi Gontiwka (dawniej Serby) k. Mohylowa odbyła się uroczystość odsłonięcia tablicy upamiętniającej Joachima Wołoszynowskiego. W uroczystości wzięli udział najwyżsi przedstawiciele władz administracji regionalnej, spółdzielcy, mieszkańcy wsi. Przedstawiciel Kancelarii Senatu odczytał uroczysty adres szefa Kancelarii Ewy Polkowskiej. Gospodarzem uroczystości był Wasyl Podolan, przewodniczący Zarządu Winnickiego Obwodowego Związku Spożywców, fundatora tablicy. Zamontowano ją na gmachu miejscowej szkoły. W szkolnej izbie tradycji przygotowano dwie gabloty z informacjami biograficznymi na temat Wołoszynowskich.